# Яшмаково
Яшма́ково (рос. Яшмаково, марій. Яшмак) — присілок у складі Медведевського району Марій Ел, Росія. Входить до складу Єжовського сільського поселення.

## Населення
Населення — 117 осіб (2010; 132 у 2002).
Національний склад (станом на 2002 рік):
- лучні марійці — 92 %